# Foenatopus maculiferus
Foenatopus maculiferus  (лат.) — вид наездников рода Foenatopus из семейства Stephanidae. Китай (Хайнань, Mt. Bawangling).

## Описание
Эндопаразиты насекомых. Длина тела самок 6,0 мм, длина переднего крыла 3,5 мм. Жгутик усиков самок 23-члениковые. От близких видов отличается следующими признаками: пронотум плоский; скутеллюм выпуклый и красно-коричневый; верх головы грубо морщинистый.
Основная окраска тела буровато-чёрная. Голова и 3-й тергит с желтоватыми отметинами. Шея спереди выемчатая, с мелкими бороздками; задняя часть пронотума градуально сливается с оставшейся частью переднеспинки; метаплеврон узкий; жилка 2-SR и 2-SR+M переднего крыла отсутствует; жилка 2-CU1 переднего крыла редуцирована; задние голени сплющены в базальной части; задние лапки самок 3-члениковые.